# Australobarbarus
Australobarbarus és un gènere extint de sinàpsids que visqueren durant el Permià mitjà i superior en allò que avui en dia és Europa de l'Est. Se n'han trobat restes fòssils a l'óblast russa de Kírov. El crani era pla i atenyia 30 cm de llargada. Els arcs zigomàtics eren amples. Sembla que es nodria de plantes aquàtiques.
El nom genèric Australobarbarus significa 'bàrbar austral' en llatí i es refereix al fet que és un dels pocs representants del tàxon meridional dels criptodonts als continents septentrionals.